# جيراردوت
جيراردوت(بالإسبانية: Girardot) هي بلدية ومدينة تقع في إدارة كونديناماركا في وسط كولومبيا، جنوب غرب العاصمة بوغوتا، تُعد واحدة من أبرز الوجهات السياحية في المنطقة بفضل مناخها الدافئ ونهر ماغدالينا الذي يعبرها.

## نبذه
تقع المدينة عند التقاء طرق سريعة تربط العاصمة بالمدن الجنوبية والغربية، مما يجعلها نقطة جذب للزوار المحليين، خصوصًا في عطلات نهاية الأسبوع، كما تُعد جيراردوت مركزًا تجاريًا وخدميًا مهمًا، يخدم المناطق الريفية المحيطة.
يُشكّل القطاع السياحي والخدمات والزراعة من أهم الأنشطة الاقتصادية في المدينة، كما توجد فيها منشآت تعليمية وصحية تخدم عددًا كبيرًا من السكان والمصطافين.